# Polhov Gradec
Polhov Gradec este o localitate din comuna Dobrova - Polhov Gradec, Slovenia, cu o populație de 613 locuitori.